# Stathmopoda melanochra
Stathmopoda melanochra là một loài bướm đêm thuộc họ Oecophoridae. Nó được tìm thấy ở Úc và New Zealand.
The moth is used as a pest control for the gum-tree scale, Eriococcus coriaceu.

## Hình ảnh

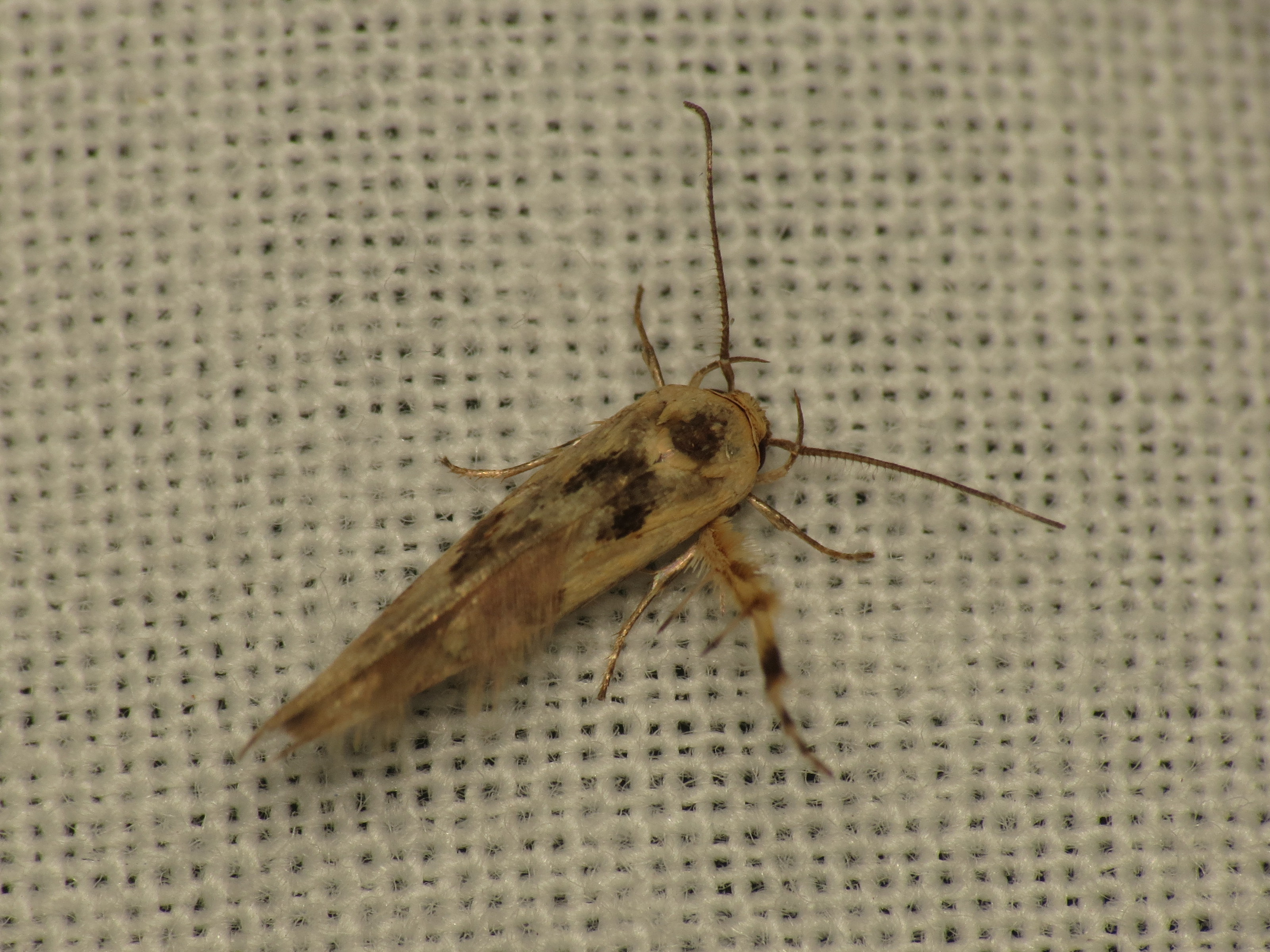
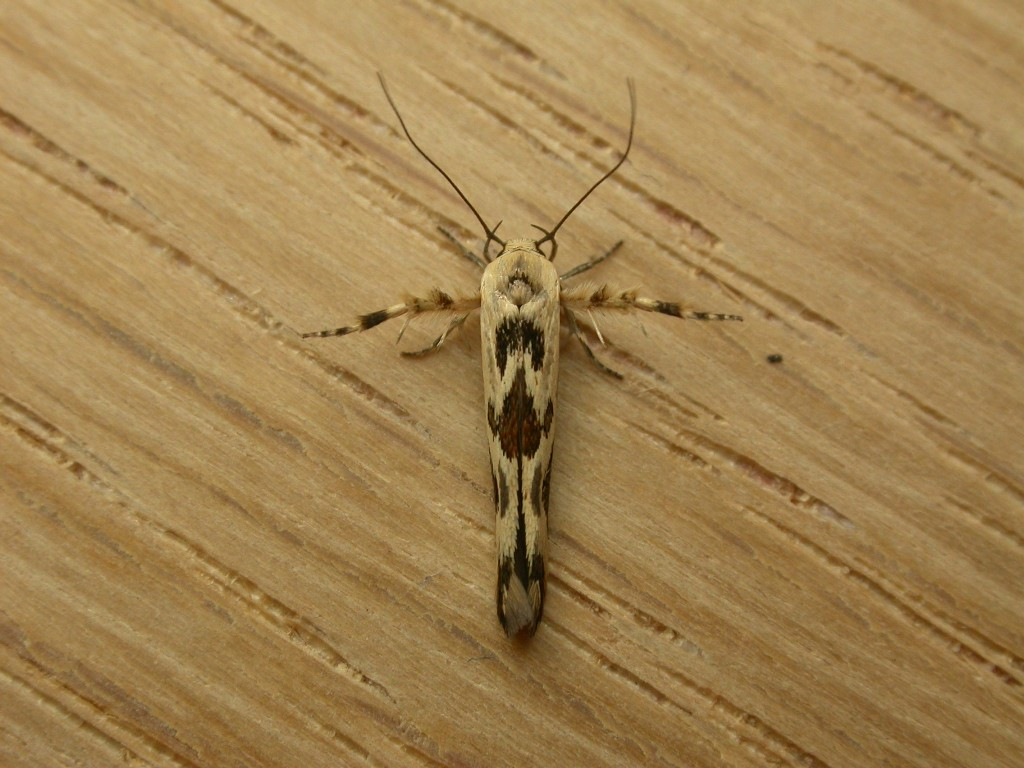
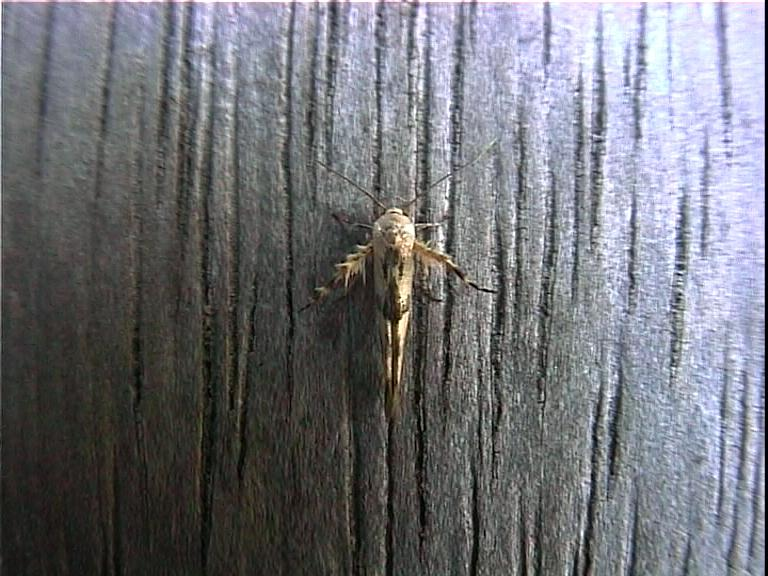
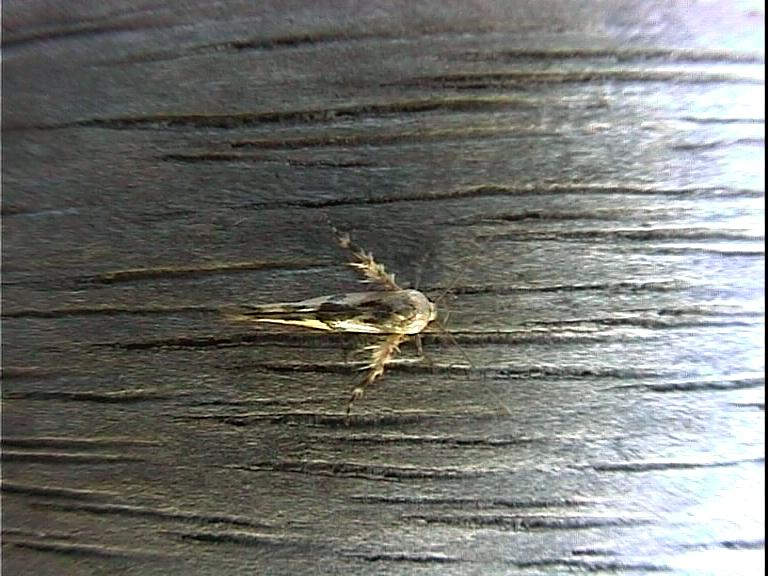